# Hoyt Lakes
Hoyt Lakes est une ville américaine située dans le Comté de Saint Louis, dans le Minnesota. Selon le recensement de 2010, sa population est de 2 017 habitants.